# Voleibol nos Jogos Pan-Americanos de 2019
Os torneios de Voleibol nos Jogos Pan-Americanos de 2019 em Lima, Peru, foram realizados de 31 de julho a 11 de agosto. A sede da competição foi o Centro de esportes VRDC, localizado no cluster da Villa Deportiva Regional del Callao. O local também sediou as competições de Taekwondo. Um total de oito equipes masculinas e oito equipes femininas (cada uma com até 12 atletas) se classificaram para o torneio. Isto significa que um total de 192 atletas competiram na modalidade.

## Calendário
| Julho/Agosto | 24 | 25 | 26 | 27 | 28 | 29 | 30 | 31 | 1 | 2 | 3 | 4 | 5 | 6 | 7 | 8 | 9 | 10 | 11 |
| ------------ | -- | -- | -- | -- | -- | -- | -- | -- | - | - | - | - | - | - | - | - | - | -- | -- |
| Voleibol     |    |    |    |    |    |    |    |    |   |   |   | 1 |   |   |   |   |   |    | 1  |

|  | Dia de competição |  | Dia de final |

## Medalhistas
| Evento             | Ouro | Prata | Bronze |
| ------------------ | --- | --- | --- |
| Masculino detalhes | Facundo Imhoff Franco Massimino Gastón Fernández Germán Johansen Jan Martínez Franchi Joaquín Gallego Lisandro Zanotti Luciano Palonsky Manuel Balagué Matías Giraudo Matías Sánchez Nicolás Bruno ARG Argentina         | Adrián Eduardo Goide Javier Octavio Concepción Jesús Herrera Jaime José Israel Massó Álvarez Liván Osoria Rodríguez Lyvan Taboada Díaz Marlon Yant Herrera Miguel López Castro Osniel Lazaro Mergarejo Roamy Alonso Arce Yoan Armando León Yonder Roman García CUB Cuba | Aboubacar Neto Carlos Eduardo Barreto Silva Cledenílson Batista Éder Carbonera Eduardo Carísio Felipe Moreira Roque Henrique Honorato Lucas Lóh Matheus Bispo dos Santos Rodrigo Pimentel Souza Leão Rogério Batista de Carvalho Filho Thiago Veloso BRA Brasil |
| Feminino detalhes  | Bethania de la Cruz Brayelin Martínez Brenda Castillo Jineiry Martínez Lisvel Elisa Eve Niverka Marte Prisilla Rivera Annerys Vargas Camil Domínguez Cándida Arias Gaila González Yonkaira Peña DOM República Dominicana | María Alejandra Marín Camila Gómez Melissa Rangel Valerin Carabali Dayana Segovia María Margarita Martínez Amanda Coneo Angie Velásquez Juliana Toro Darlevis Mosquera Veronica Pasos Ana Karina Olaya COL Colômbia                                                     | Elina Rodríguez Tanya Acosta Yamila Nizetich Daniela Bulaich Simian Lucía Fresco Victoria Michel Tosi Julieta Lazcano Tatiana Rizzo María Victoria Mayer Antonela Fortuna Candelaria Herrera Valentina Galiano ARG Argentina                                    |

## Países participantes
Um total de 16 equipes se classificaram para as competições de voleibol. Os números em parênteses representam o número de participantes classificados.
| - ARG Argentina (24) - BRA Brasil (24) - CAN Canadá (12) - CHI Chile (12) - COL Colômbia (12) - CUB Cuba (12) | - DOM República Dominicana (12) - MEX México (12) - PER Peru (24) - PUR Porto Rico (24) - USA Estados Unidos (24) |

## Classificação
Um total de oito equipes masculinas e oito equipes femininas se classificaram para competir nos jogos em cada torneio. O país-sede (Peru) recebeu classificação automática para ambos os torneios. Todas as outras equipes classificaram-se através de vários torneios. Os torneios de classificação da América do Norte e da América do Sul foram realizados com as equipes competindo na Copa Pan-Americana. A última vaga se deu por convite.

### Masculino
| Evento                                           | Datas                                | Local   | Vagas | Classificados                                               |
| ------------------------------------------------ | ------------------------------------ | ------- | ----- | ----------------------------------------------------------- |
| País-sede                                        | —                                    | —       | 1     | PER Peru                                                    |
| Copa Pan-Americana de Voleibol Masculino de 2018 | 28 de agosto – 2 de setembro de 2018 | Córdoba | 5     | ARG Argentina BRA Brasil CUB Cuba PUR Porto Rico MEX México |
| Copa Pan-Americana de Voleibol Masculino de 2019 | 16- 21 de junho de 2019              | Colima  | 2     | CHI Chile USA Estados Unidos                                |
| Total                                            |                                      |         | 8     |                                                             |

### Feminino
| Evento                                          | Datas                  | Local          | Vagas | Classificados                                                                  |
| ----------------------------------------------- | ---------------------- | -------------- | ----- | ------------------------------------------------------------------------------ |
| País-sede                                       | —                      | —              | 1     | PER Peru                                                                       |
| Copa Pan-Americana de Voleibol Feminino de 2018 | 8–14 de julho          | Santo Domingo  | 5     | USA Estados Unidos DOM República Dominicana CAN Canadá BRA Brasil COL Colômbia |
| Ranking da CSV                                  |                        | Rio de Janeiro | 1     | ARG Argentina                                                                  |
| Repescagem da NORCECA                           | 4-6 de janeiro de 2019 | San Juan       | 1     | PUR Porto Rico                                                                 |
| Total                                           |                        |                | 8     |                                                                                |

## Quadro de medalhas
| Ordem | País                     | Medalha de ouro | Medalha de prata | Medalha de bronze |   |
| ----- | ------------------------ | --------------- | ---------------- | ----------------- | - |
| 1     | ARG Argentina            | 1               |                  | 1                 | 2 |
| 2     | DOM República Dominicana | 1               |                  |                   | 1 |
| 3     | CUB Cuba                 |                 | 1                |                   | 1 |
| 4     | COL Colômbia             |                 | 1                |                   | 1 |
| 5     | BRA Brasil               |                 |                  | 1                 | 1 |
| TOTAL | TOTAL                    | 2               | 2                | 2                 | 6 |